# 샤빗
샤빗(Shavit)은 이스라엘의 소형 인공위성을 LEO로 운반하는 발사체이다. 샤빗은 헤브루어로 혜성이라는 뜻이다.
1988년 9월 19일 최초로 발사되어 오페크 정찰위성을 LEO에 운반했다. 이로써 세계 8번째 자력 인공위성 발사국되었다.
샤빗은 이스라엘 우주국에 의해 팔마힘 공군 기지에서 발사된다. 지중해 쪽으로 발사되어 파편이 인구밀집 지역과 동쪽의 적성국으로 떨어지는 것을 막는다. 서쪽으로 발사되기 때문에, 동쪽으로 발사되는 경우에 비해 페이로드 중량이 줄어든다. 3단의 고체연료 로켓을 사용하며, 4단으로 액체로켓을 사용할 수 있다.
샤빗은 예리코 II IRBM을 개조한 것이다. 예리코 II는 북한의 노동 1호와 같은 미사일이다. 샤빗 로켓은 남아프리카공화국의 RSA-3 로켓과 협력하여 만들었다.

## 역사
이스라엘은 1960년대에 프랑스로부터 예리코 I 미사일을 도입했다. 사거리 235 ~ 500 km의 탄도 미사일이다. 1963년 텔아비브에서 계약서에 서명했다. 1970년대 초반에 대량생산을 시작했고, 시험발사를 했다. 1978년에 50개의 예리코 I를 주문했다.

## 파생형
- LK-A - 350 kg, 240 x 600 km 타원 궤도
- LK-1 - 350 kg, 700 km 원형 극궤도
- LK-2 - 800 kg, 700 km 원형 극궤도

## 디오콜 엔진
샤빗 LK-2 로켓은 1단 로켓으로 미국 디오콜사의 추력 170톤급(1650.2kN)인 캐스터 120 고체연료 엔진을 사용한다.

## 발사 이력
| 로켓 분류 | 발사일 (UTC)          | 발사 장소       | 탑재 위성        | 임무 상태 |
| --------- | --------------------- | --------------- | ---------------- | --------- |
| Shavit    | 1988년 9월 19일 09:31 | 팔마힘 공군기지 | 이스라엘 Ofek-1  | 성공      |
| Shavit    | 1990년 4월 3일 12:02  | 팔마힘 공군기지 | 이스라엘 Ofek-2  | 성공      |
| Shavit-1  | 1995년 4월 5일 11:16  | 팔마힘 공군기지 | 이스라엘 Ofek-3  | 성공      |
| Shavit-1  | 1998년 1월 22일 12:56 | 팔마힘 공군기지 | 이스라엘 Ofek-4  | 실패      |
| Shavit-1  | 2002년 5월 28일 15:25 | 팔마힘 공군기지 | 이스라엘 Ofek-5  | 성공      |
| Shavit-1  | 2004년 9월 6일 10:53  | 팔마힘 공군기지 | 이스라엘 Ofek-6  | 실패      |
| Shavit-2  | 2007년 6월 10일 23:40 | 팔마힘 공군기지 | 이스라엘 Ofek-7  | 성공      |
| Shavit-2  | 2010년 6월 22일 19:00 | 팔마힘 공군기지 | 이스라엘 Ofek-9  | 성공      |
| Shavit-2  | 2014년 4월 9일 19:06  | 팔마힘 공군기지 | 이스라엘 Ofek-10 | 성공      |
| Shavit-2  | 2016년 9월 13일 14:38 | 팔마힘 공군기지 | 이스라엘 Ofek-11 | 성공      |
| Shavit-2  | 2020년 7월 6일 01:00  | 팔마힘 공군기지 | 이스라엘 Ofek-16 | 성공      |
| Shavit-2  | 2023년 3월 28일 23:10 | 팔마힘 공군기지 | 이스라엘 Ofek-13 | 성공      |

## 비교 로켓
- PSLV
- 베가 (로켓)
- KSLV-II

## 참고
1. ↑  “RSA”. astronautix.com. 2008년 10월 22일에 확인함.